# Mastering the Art of French Cooking
Mastering the Art of French Cooking (Maîtriser l'art de la cuisine française) est un livre de cuisine française en deux volumes publié aux États-Unis en 1961. Ses auteurs sont deux Françaises, Simone Beck et Louisette Bertholle, et une Américaine, Julia Child.

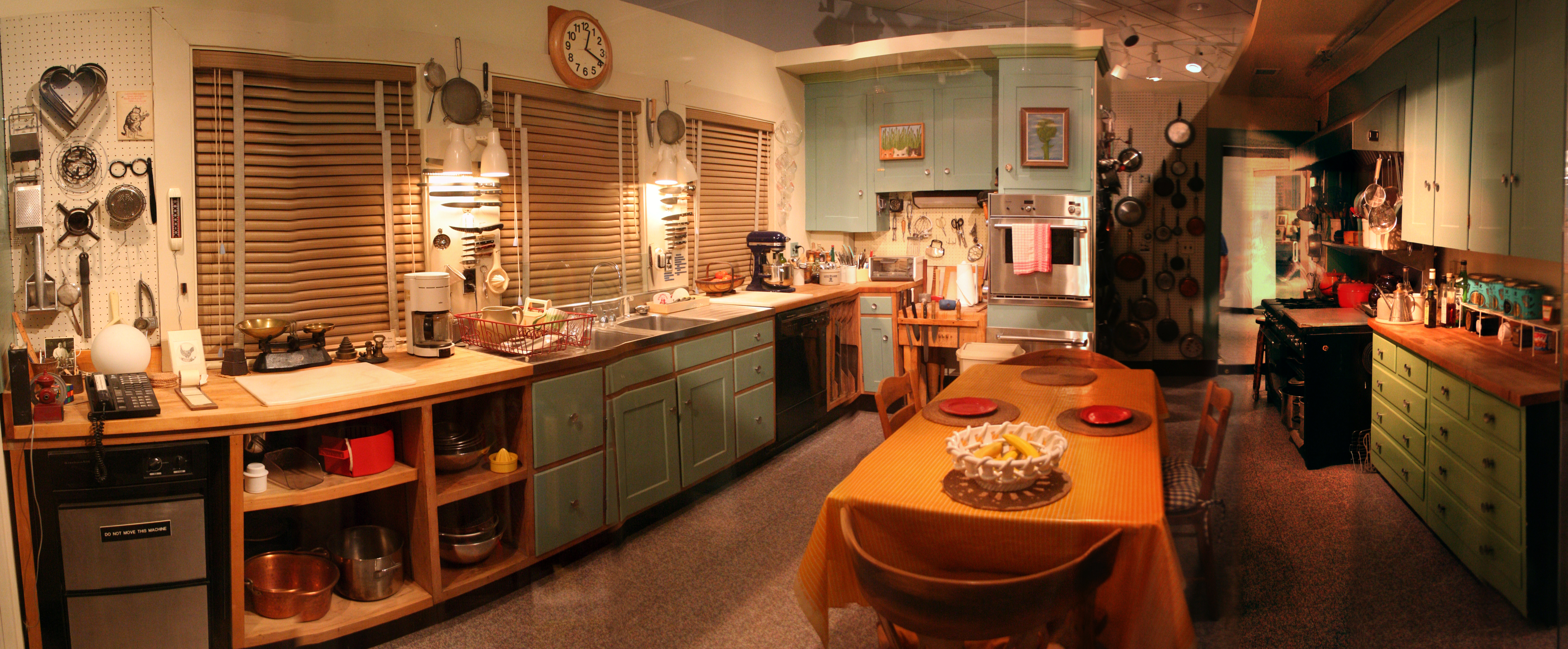
Cuisine de Julia Child exposée au musée national d'histoire américaine (Washington).

Ce livre, écrit pour le marché américain, a été publié par Knopf en deux temps, le tome I en 1961 et le tome II en 1970.
Il a connu en 2009 un regain d'actualité avec la sortie du film de Nora Ephron, Julie et Julia, inspiré du roman de Julie Powell, Julie & Julia: 365 Days, 524 Recipes, 1 Tiny Apartment Kitchen, qui se réfère à la vie de Julia Child.